# Grand Prix automobile des Pays-Bas 1982
Résultats du Grand Prix des Pays-Bas de Formule 1 1982 qui a eu lieu sur le circuit de Zandvoort le 3 juillet 1982.

## Classement

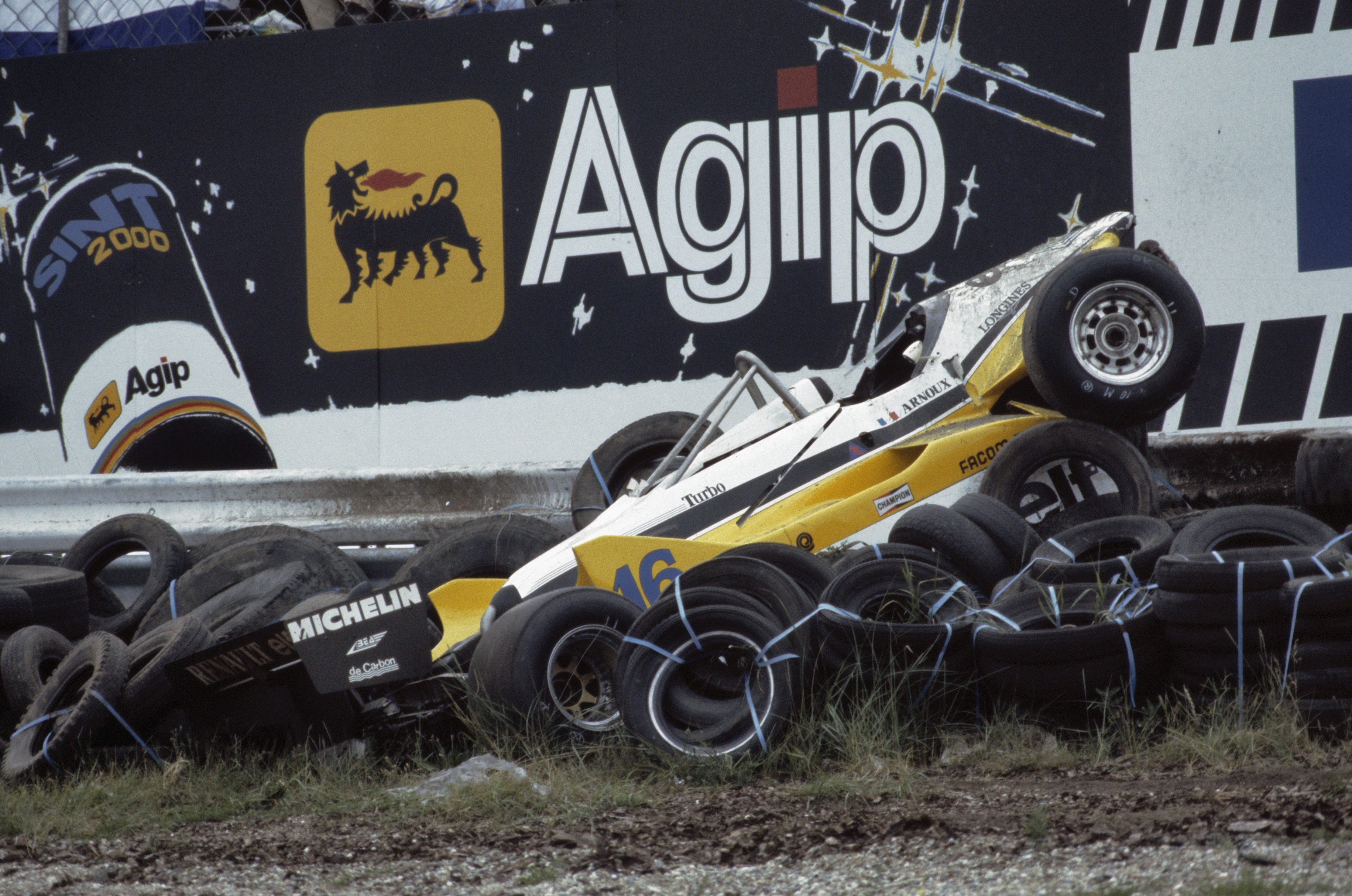
La Renault de René Arnoux après sa sortie de piste.

| Pos. | No | Pilote             | Écurie          | Tours | Temps/Abandon                      | Grille | Points |
| ---- | -- | ------------------ | --------------- | ----- | ---------------------------------- | ------ | ------ |
| 1    | 28 | Didier Pironi      | Ferrari         | 72    | 1 h 38 min 03 s 254 (187,331 km/h) | 4      | 9      |
| 2    | 1  | Nelson Piquet      | Brabham-BMW     | 72    | + 21 s 649                         | 3      | 6      |
| 3    | 6  | Keke Rosberg       | Williams-Ford   | 72    | + 22 s 365                         | 7      | 4      |
| 4    | 8  | Niki Lauda         | McLaren-Ford    | 72    | + 1 min 23 s 729                   | 5      | 3      |
| 5    | 5  | Derek Daly         | Williams-Ford   | 71    | + 1 tour                           | 12     | 2      |
| 6    | 30 | Mauro Baldi        | Arrows-Ford     | 71    | + 1 tour                           | 16     | 1      |
| 7    | 3  | Michele Alboreto   | Tyrrell-Ford    | 71    | + 1 tour                           | 14     |        |
| 8    | 27 | Patrick Tambay     | Ferrari         | 71    | + 1 tour                           | 6      |        |
| 9    | 7  | John Watson        | McLaren-Ford    | 71    | + 1 tour                           | 11     |        |
| 10   | 29 | Marc Surer         | Arrows-Ford     | 71    | + 1 tour                           | 17     |        |
| 11   | 23 | Bruno Giacomelli   | Alfa Romeo      | 70    | + 2 tours                          | 8      |        |
| 12   | 9  | Manfred Winkelhock | ATS-Ford        | 70    | + 2 tours                          | 18     |        |
| 13   | 10 | Eliseo Salazar     | ATS-Ford        | 70    | + 2 tours                          | 25     |        |
| 14   | 31 | Jean-Pierre Jarier | Osella-Ford     | 69    | + 3 tours                          | 23     |        |
| 15   | 2  | Riccardo Patrese   | Brabham-BMW     | 69    | + 3 tours                          | 10     |        |
| Abd. | 17 | Jochen Mass        | March-Ford      | 60    | Moteur                             | 24     |        |
| Abd. | 33 | Jan Lammers        | Theodore-Ford   | 41    | Moteur                             | 26     |        |
| Abd. | 11 | Elio De Angelis    | Lotus-Ford      | 40    | Tenue de route                     | 15     |        |
| Abd. | 22 | Andrea De Cesaris  | Alfa Romeo      | 35    | Allumage                           | 9      |        |
| Abd. | 15 | Alain Prost        | Renault         | 33    | Moteur                             | 2      |        |
| Abd. | 16 | René Arnoux        | Renault         | 21    | Accident                           | 1      |        |
| Abd. | 4  | Brian Henton       | Tyrrell-Ford    | 21    | Accélérateur                       | 20     |        |
| Abd. | 18 | Raul Boesel        | March-Ford      | 21    | Moteur                             | 22     |        |
| Abd. | 20 | Chico Serra        | Fittipaldi-Ford | 18    | Pompe à essence                    | 19     |        |
| Abd. | 35 | Derek Warwick      | Toleman-Hart    | 15    | Fuite d'huile                      | 13     |        |
| Abd. | 26 | Jacques Laffite    | Ligier-Matra    | 4     | Tenue de route                     | 21     |        |
| Nq.  | 14 | Roberto Guerrero   | Ensign-Ford     |       | Non qualifié                       |        |        |
| Nq.  | 36 | Teo Fabi           | Toleman-Hart    |       | Non qualifié                       |        |        |
| Nq.  | 25 | Eddie Cheever      | Ligier-Matra    |       | Non qualifié                       |        |        |
| Nq.  | 12 | Roberto Moreno     | Lotus-Ford      |       | Non qualifié                       |        |        |
| Npq. | 19 | Emilio de Villota  | March-Ford      |       | Non préqualifié                    |        |        |

## Pole position et record du tour
- Pole position : René Arnoux en 1 min 14 s 233 (vitesse moyenne : 206,205 km/h).
- Meilleur tour en course : Derek Warwick en 1 min 19 s 780 au 13e tour (vitesse moyenne : 191,868 km/h).

## Tours en tête
- Alain Prost : 4 (1-4)
- Didier Pironi : 68 (5-72)

## Statistiques
- 3e et dernière victoire pour Didier Pironi ;
- 83e victoire pour Ferrari en tant que constructeur ;
- 83e victoire pour le moteur Ferrari.